# Idaea longicauda
Idaea longicauda är en fjärilsart som beskrevs av Max Joseph Bastelberger 1908. Idaea longicauda ingår i släktet Idaea och familjen mätare. Inga underarter finns listade i Catalogue of Life.